# Avenc del Cingle de Roca Alta
L'Avenc del Cingle de Roca Alta és un avenc del terme municipal de Sant Esteve de la Sarga, al Pallars Jussà, dins de l'àmbit del poble de Sant Esteve de la Sarga.
Està situat a 1.425 m. alt. a la part central del Montsec d'Ares, en el seu vessant nord, però a prop de la carena superior. Al nord-oest del cim de Sant Alís i al nord-est del Coll d'Ares. És al costat nord-est de la pista que des de Sant Esteve de la Sarga s'adreça a Sant Alís, al costat dret del barranc de les Vaqueres.
La boca, de 3 per 6 m., s'obre a la paret del Cingle de Roca Alta, a uns 60 m. per damunt del barranc. Rere la boca hi ha un pou estret -uns 2 m.- que davalla 14 metres, troba una rampa i un altre pou de 9, que mena a una altra galeria, la qual davalla en forta rampa fins a un petit llac, on s'acaba la cavitat.